# Източно Сараево
Източно Сараево (на сръбски: Источно Сарајево; на хърватски: Istočno Sarajevo и на босненски: Istočno Sarajevo) е един от четирите служебни градове на Босна и Херцеговина, неформална столица на Република Сръбска. Съставен е от 6 градски общини - Източна Илидза, Източно Ново Сараево, Пале, Източни Стари град, Соколац и Търново. Източно Сараево e ново селище и е образувано след гражданската война в страната. Състои се от общини и територии от околностите на Сараево, чиято източна част след Дейтънското споразумение е присъединена към Република Сръбска. Населението на града през 2013 година е 98 489 души.

## История
След гражданската война в страната Източно Сараево е познато като Сръбско Сараево, но след решение на Конституционния съд на Босна и Херцеговина това наименование е обявено за неконституционно и дискриминационно спрямо бошняците, хърватите и другите граждани на страната, които не са от сръбски произход. Тогава Сръбско Сараево е преименувано на Източно Сараево.